# قياس استعمالي
القياس الاستعمالي هو القياس اللغوي الذي تستعمله العامة لصوغ ألفاظ الكلام، بخلاف القياس النحوي الذي يأخذ به النحاة للحكم على الألفاظ.